# Roncin (cheval)
Pour les articles homonymes, voir Roncin.

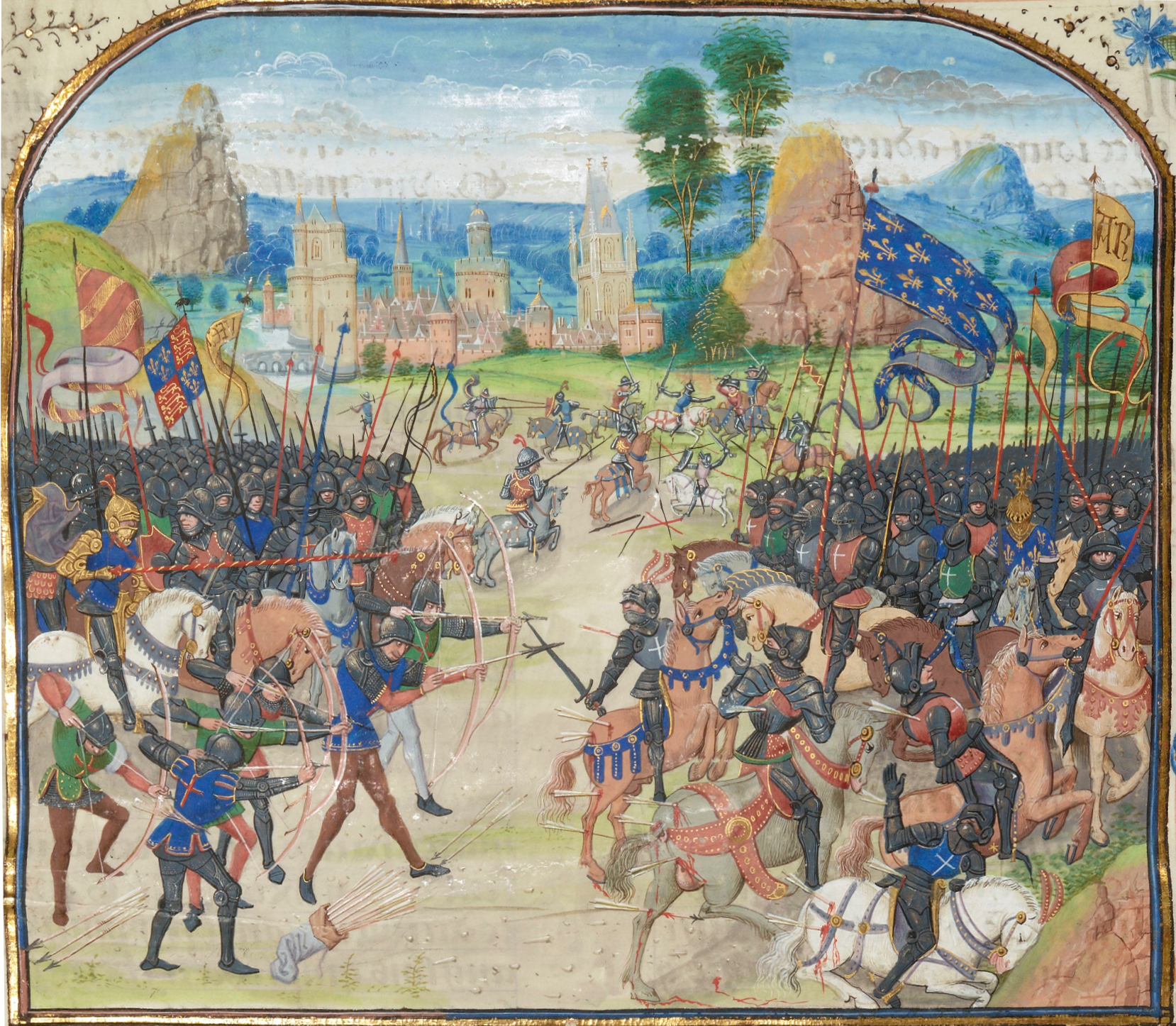
La bataille de Poitiers en 1356. Plusieurs types de chevaux y figurent

Un roncin (ou roussin) est, au Moyen Âge et à la renaissance, un type de cheval de travail ordinaire, entier, trapu, à tout faire, de moindre valeur. Il était utilisé comme monture d'instruction et par les chevaliers les moins fortunés, qui n'avaient pas les moyens de s'offrir un destrier. Courageux et travailleur, le roncin était utilisé pour toutes tâches

## Utilisation dans la guerre
Bien que le destrier soit le plus célèbre cheval à la période médiévale, il était également le moins commun. Son coût, sa difficulté d'entraînement faisaient que les plus pauvres chevaliers ou hommes d'armes montaient des roncins en combat, tandis que les chevaliers plus fortunés les confiaient à leur suite,. Parfois, la guerre dictait le choix du cheval, ainsi, quand un appel à la guerre fut envoyé en Angleterre en 1327, des roncins furent expressément demandés pour la poursuite rapide, plutôt que les destriers,. Pour Ann Hyland, les roncins furent parfois utilisés comme chevaux de bât, mais jamais en tant que chevaux d’attelage, d'autres auteurs soutenant l'inverse.
Le roncin est un cheval de marche, utilisé par le chevalier ou par la dame pour se déplacer. Le roncin ou le roussin est une monture des plus communes.